# Ajos Sozomenos
Ajos Sozomenos (gr. Άγιος Σωζόμενος) – wieś w Republice Cypryjskiej, w dystrykcie Nikozja. W 2011 roku liczyła 11 mieszkańców.